# Veronika Albrecht
Veronika Albrecht, auch Veronika Gross-Albrecht (* um 1500 in Waldshut; † nach 1528), war eine Näherin und eine Protagonistin der frühen Täuferbewegung.

## Leben
Veronika, Veronica oder auch Verena Albrecht wurde um 1500 in Waldshut geboren. Laut ihren eigenen Angaben bei ihrem Verhör in Augsburg wurde sie im April 1525 durch Wilhelm Reublin in Waldshut getauft. Bei dem kurzen Intermezzo der Waldshuter Täuferbewegung bis Ende 1525 spielten Frauen eine tragende Rolle. Veronika Albrecht liierte sich mit dem Täuferprediger und Kürschner Jakob Gross und folgte ihm und dem mit ihm befreundeten Täufer Ulrich Teck Mitte 1525 in die Verbannung. Veronika Albrecht und Jakob Groß sind im August 1525 im Grüninger Amt belegt, wo sie nach den Quellen 38 Personen zur Annahme des Täufertums bewegten. Veronika Albrechts Anteil ist dabei hoch einzuschätzen. Weitere missionarische Aktivitäten sind für Zofingen, Brittnau und Aarau belegt. Nach der Vertreibung aus der Schweiz wandte sich das Ehepaar 1526 nach Lahr und nach Straßburg. In den Straßburger Verhörprotokollen wird Veronika Albrecht nicht erwähnt. 
Von Straßburg zogen Veronika Albrecht und Jakob Gross weiter nach Augsburg, wo sie im Spätherbst 1526 eintrafen. Jakob Gross übernahm die Leitung der durch den Weggang Dencks vakanten Täufergemeinde und begann mit einer erfolgreichen Missionsarbeit. Im September 1527 wurde Jakob Gross nach einer Versammlung im Haus des Webers Gall Fischer zusammen mit Hans Hut und circa 60 weiteren Personen verhaftet und ins Augsburger Gefängnis verbracht. Veronika Groß unterstützte ihren Mann durch den Verkauf von Büchern aus seinem Besitz und nahm eine Tätigkeit als Näherin auf. Im April 1528 wurde auch Veronika Albrecht, die im Gögginger Haus von Eitelhans Langenmantel untergekommen war, in Augsburg verhaftet und Verhören unterzogen. Aufgrund ihrer standhaften Haltung und der Weigerung zu widerrufen wurde sie am 30. April 1528 aus der Stadt gepeitscht. Ihr weiterer Verbleib ist nicht bekannt.
Veronika Albrecht gehörte zur ersten Generation der weiblichen Täuferinnen.

## Taufsukzession
Die Linie der Taufsukzession geht bei Veronika Albrecht (April 1525) über Wilhelm Reublin (Januar 1525), Jörg Blaurock (Januar 1525) auf Konrad Grebel (Januar 1525) zurück. Die in Klammern gesetzten Daten bezeichnen das jeweilige Taufdatum. Belege dazu finden sich in den Biographieartikeln der erwähnten Personen.